# Grégoire Kallimachis
Grégoire Kallimachis, Γρηγόριος Καλλιμάχη soit « bon lutteur » en grec, ou Grigore Callimachi en roumain, né en 1735 probablement au Phanar et exécuté à 34 ans dans la même ville d'Istanbul le 29 août/8 septembre 1769, est un phanariote au parcours classique : d'abord drogman à Constantinople, puis hospodar de Moldavie de 1761 à 1764 et de 1767 à 1769. La monarchie était élective dans les principautés roumaines de Moldavie et de Valachie, comme en Pologne voisine. Le souverain (voïvode, hospodar ou domnitor selon les époques et les sources) est élu par (et souvent parmi) les boyards, puis agréé par les Ottomans : pour être nommé, régner et se maintenir, il s'appuyait sur les partis de boyards et fréquemment sur les puissances voisines, habsbourgeoise, russe et surtout turque, car jusqu'en 1859 les deux principautés étaient vassales et tributaires de la « Sublime Porte ».

## Origines
Grégoire Kallimachis est le fils du Grand Drogman puis prince de Moldavie Jean Théodore Kallimachis et de Ralitsa Chrysoskoléos. Il devient hospodar de Moldavie comme successeur de son père en mai 1761. Remplacé par Grigore III Ghica en mars 1764, il retrouve son trône en janvier 1767.

## Règne
C'est la Guerre russo-turque de 1768-1774 qui le mènera à une mort prématurée : accusé de collusion avec l’Empire russe, il est déposé en juin 1769 et envoyé à Istanbul où il est jugé et condamné à mort pour trahison avec le Grand Drogman Nicolas Soutzo et le Grand Vizir du moment, un pacha du nom de Yağlıkçızade Mehmed Emin. En septembre 1769, Grégoire Kallimachis est garrotté puis décapité. Sa tête est exposée à la Bâb-e-Hümâyûn c’est-à-dire à la porte extérieure du palais impérial, un yafta (écriteau explicatif) précisant ses crimes.

## Union et postérité
Grégoire Kallimachis épousa Hélène Mavrocordato dont il eut deux enfants :
- Smaragda, épouse en 1788 d'Alexandre Hangerli, hospodar de Moldavie.
- Mariora (1762-1822), épouse du logothète Grigore Sturdza dont elle a Mihail Sturdza, futur prince de Moldavie.

## Sources
- Alexandru Dimitrie Xenopol Histoire des Roumains de la Dacie trajane : Depuis les origines jusqu'à l'union des principautés. E Leroux Paris (1896)
- Nicolas Iorga Histoire des Roumains et de la romanité orientale. (1920)
- (ro) Constantin C. Giurescu & Dinu C. Giurescu, Istoria Românilor Volume III (depuis 1606), éd. Ştiinţifică şi Enciclopedică, Bucarest, 1977.
- Matei Cazacu, chapitre La mort infâme dans Les Ottomans et la mort de Gilles Veinstein 1996,  (ISBN 9004105050).
- Joëlle Dalegre Grecs et Ottomans 1453-1923. De la chute de Constantinople à la fin de l’Empire Ottoman, L’Harmattan 2002,  (ISBN 2747521621).
- Jean Nouzille La Moldavie, Histoire tragique d'une région européenne, éd. Bieler 2004,  (ISBN 2-9520012-1-9).
- Traian Sandu, Histoire de la Roumanie, éd. Perrin 2008.

## Note
1. ↑  Le candidat au trône devait ensuite "amortir ses investissements" par sa part sur les taxes et impôts, verser en outre le tribut aux Ottomans, payer ses mercenaires et s'enrichir néanmoins. Pour cela, un règne d'un semestre au moins était nécessaire, mais la "concurrence" était rude, certains princes ne parvenaient pas à se maintenir assez longtemps sur le trône, et devaient ré-essayer. Cela explique le "jeu des chaises musicales" sur les trônes, la brièveté de beaucoup de règnes, les règnes interrompus et repris, et parfois les règnes à plusieurs (co-princes). Quant au gouvernement, il était assuré par les ministres et par le Sfat domnesc (conseil des boyards).
Concernant le tribut aux Turcs, la vassalité des principautés roumaines envers l'Empire ottoman ne signifie pas, comme le montrent par erreur beaucoup de cartes historiques, qu'elles soient devenues des provinces turques et des pays musulmans. Seuls quelques petits territoires moldaves et valaques sont devenus ottomans : en 1422 la Dobrogée au sud des bouches du Danube, en 1484 la Bessarabie alors dénommée Boudjak, au nord des bouches du Danube (ce nom ne désignait alors que les rives du Danube et de la mer Noire), en 1538 les rayas de Brăila alors dénommée Ibrahil et de Tighina alors dénommée Bender, et en 1713 la raya de Hotin. Le reste des principautés de Valachie et Moldavie (y compris la Moldavie entre Dniestr et Prut qui sera appelée Bessarabie en 1812, lors de l'annexion russe) ont conservé leurs propres lois, leur religion orthodoxe, leurs boyards, princes, ministres, armées et autonomie politique (au point de se dresser plus d'une fois contre le Sultan ottoman). Les erreurs cartographiques et historiques sont dues à l'ignorance ou à des simplifications réductrices. Voir Gilles Veinstein et Mihnea Berindei : L'Empire ottoman et les pays roumains, EHESS, Paris, 1987.